# Byblis rorida
Byblis rorida ist eine fleischfressende Regenbogenpflanzenart aus der Familie der Regenbogenpflanzengewächse (Byblidaceae). Sie gehört zu den einjährigen, nordaustralischen Byblis-Arten, die zusammenfassend als „Byblis liniflora-Komplex“ bezeichnet werden.

## Merkmale
Byblis rorida ist eine einjährige, meist unverzweigt wachsende, krautige Pflanze, ihre Wurzeln sind feinfaserig. Sie erreicht eine Höhe von bis zu 30 Zentimetern, junge, kleinere Pflanzen stehen aufrecht, größere lehnen sich an Nachbarpflanzen an.

### Blätter
Die Blätter sind 2 bis 5 Zentimeter lang, länglich rund und verjüngen sich zum Ende hin. Junge Blätter stehen fast aufrecht, hängen mit dem Alter aber zunehmend herab und beginnen zu welken. Vom Ansatz bis zum Ende sind sie rundum bedeckt mit gestielten Drüsen, die eine klebrige Flüssigkeit absondern. Neben dem Fangen von Insekten dienen sie auch der Haftung an Nachbarpflanzen und halten so die Pflanze aufrecht.

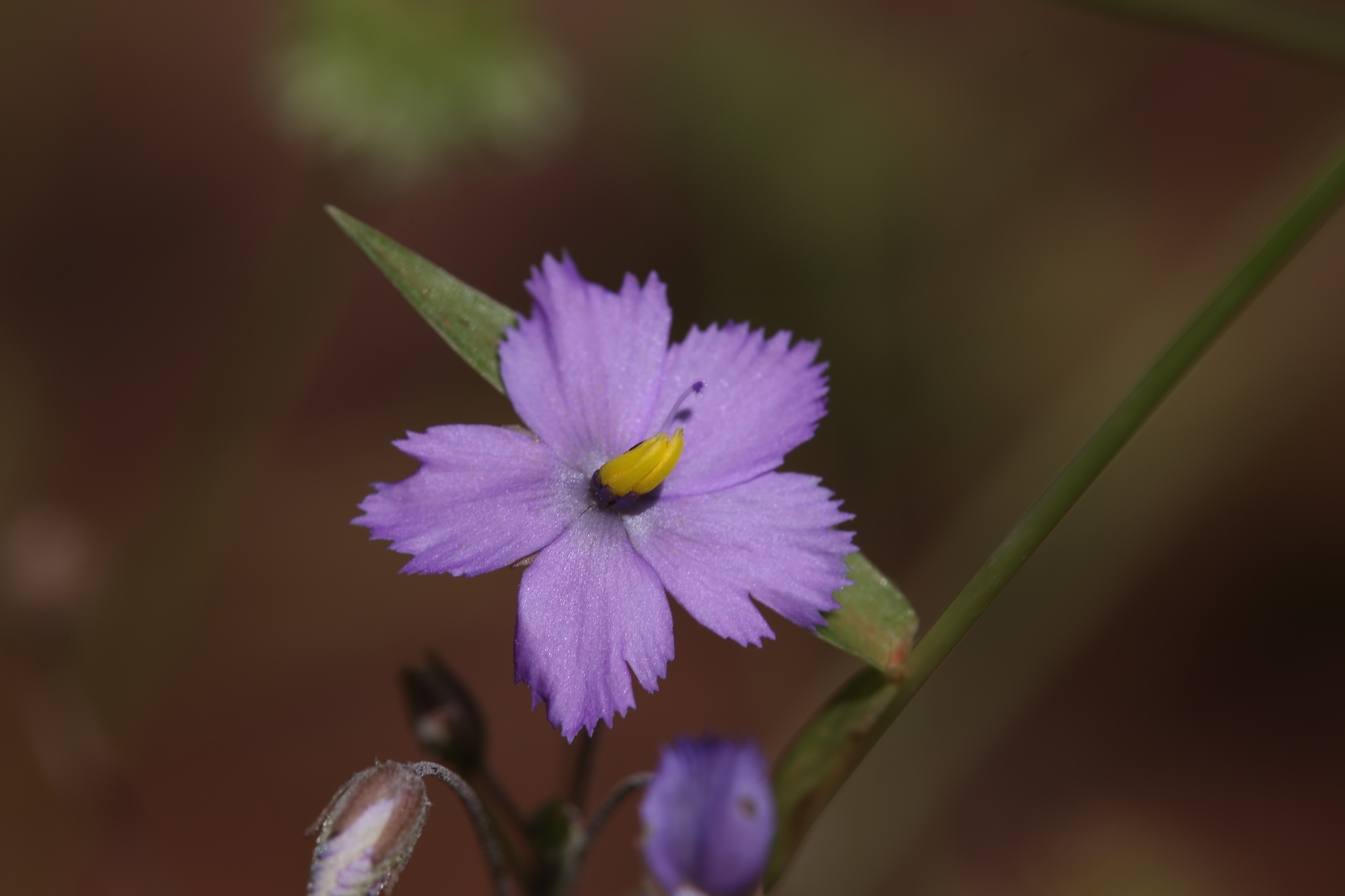
Blüte

### Blüten
Aus manchen Blattachseln wachsen oberhalb des Blattansatzes Blütenstiele, die sich kaum von den Blättern unterscheiden. An ihren Spitzen blühen zwischen Januar und Mai (im australischen Sommer) endständig fünfzählige Einzelblüten, allerdings nur wenige zu gleicher Zeit.
Die lanzettlichen Kelchblätter sind 3,5 bis 4,5 Millimeter lang und 1,2 bis 1,3 Millimeter breit. Sie sind dicht mit bis zu 1,5 Millimeter langen Drüsenhaaren besetzt, diese dienen als diagnostisches Merkmal zur Bestimmung der Art. Die umgekehrt-eiförmigen Kronblätter sind innen hellviolett und außen weiß, 6,5 bis 10 Millimeter lang, 4 und 4,5 Millimeter breit und am Außenrand tief gezähnt. Die Staubfäden sind 1 bis 1,5 Millimeter lang. Drei der gelben Staubbeutel sind 2,5 bis 3 Millimeter lang, die anderen beiden 1,5 bis 2,5 Millimeter. Der Griffel ist 4 bis 4,5 Millimeter lang, die zweilappige Narbe ist papillös.

### Früchte und Samen
Die 3,5 bis 4 Millimeter lange und 4 bis 5 Millimeter breite Samenkapsel ist breit eiförmig und zweifächrig, durch Austrocknung reißt sie allmählich auf, so dass die enthaltenen Samen zu Boden fallen (Barochorie). Die schwarzen, 0,7 bis 0,8 Millimeter langen Samen sind mit einem wabenförmigen Relief versehen.

### Chromosomenzahl
Die Chromosomenzahl beträgt 2n = 16.

## Verbreitung
Die Art findet sich zerstreut in der im Norden Western Australias gelegenen Region Kimberley. Sie wächst in nährstoffarmen Laterit- und Sandböden und ist häufig vergesellschaftet mit Triodia pungens und Sorghum-Arten.

## Taxonomie
Byblis rorida wurde 1998 durch Allen Lowrie und John Godfrey Conran in Nuytsia Band 12, Nr. 1, Seite 70 erstbeschrieben.